# Breskvica
Anđela Ignjatović (serbisch-kyrillisch Анђела Игњатовић; * 19. Mai 2001 in Belgrad), besser bekannt unter dem Künstlernamen Breskvica (serbisch-kyrillisch Бресквица, wörtlich: kleiner Pfirsich) ist eine serbische Sängerin.

## Leben und Karriere
Breskvica veröffentlichte ihr Debütsingle in 2019. In dem Jahr schloss sie einen Vertrag mit dem Musiklabel Generacija Zed. Von 2019 bis 2021 produzierte sie viele gemeinsame Lieder mit ihrem damaligen Freund Voyage. Dabei erhielt sie 2020 eine Auszeichnung bei der 2020 Music Awards Ceremony in Belgrad in der Kategorie Youtube Stars.
2021 trennte sie sich von Voyage und führte ihre Musikerkarriere als Solokünstlerin fort. Mit ihren Liedern Život si Moj und Drift landete sie zweimal in den kroatischen Billboard Charts.
Im Jahr 2024 nahm sie mit dem Lied Gnezdo Orlovo am serbischen Vorentscheid für den Eurovision Song Contest, Pesma Za Evroviziju, teil. Dort erreichte sie das Finale und wurde als Favoritin gehandelt. Ihr Lied hatte im Vorfeld für Kontroversen gesorgt, weil der Liedtext als eine nationalistische Botschaft interpretiert wurde. Laut Kritikern gehe es in dem Liedtext metaphorisch um eine Annexion des Kosovo zurück zu Serbien und eine ethnische Säuberung der dort lebenden Albaner. Breskvica und RTS, die den Vorentscheid organisieren, haben diese Vorwürfe verneint. Im Finale unterlag sie Teya Dora, gewann jedoch das Publikumsvotum und belegte den zweiten Platz.

## Diskografie

### Singles
- 2019: Utopia
- 2021: Srećan Put
- 2022: Život Si Moj (mit MC Stojan)
- 2022: Maska
- 2022: Loša
- 2022: Mazohista
- 2022: Lutka
- 2022: Leptir
- 2022: Balkanska
- 2022: Sava i Dunav (mit Henny)
- 2022: Loš
- 2023: Sa Anđelima
- 2023: Bad Boy
- 2023: Drift (mit Teodora)
- 2023: Tu Tu Tu (mit Devito)
- 2023: Ko To Tamo? (mit Henny)
- 2023: Do gole kože
- 2023: Vidi se
- 2023: Kume moj
- 2024: Gnezdo orlovo
- 2024: Cini
- 2024: Olovo (mit Sloba Radanovic & Dejan Petrovic)
- 2024: Alo Gde Si Ti (mit THCF)
- 2024: Na Njenim Rukama

### Singles mit Voyage
- 2019: Vrati Me
- 2019: Koraci u Noći (mit Vuk Mob)
- 2019: Budi Tu
- 2020: C'est La Vie
- 2020: Dam
- 2020: Bezimena
- 2020: Pancir (mit Tanja Savić)
- 2020: Anđele
- 2021: Beli Grad

## Auszeichnungen
- Youtube Star der 2020 Music Awards Ceremony für die Single "Vrati Me" mit Voyage[12]